# Vivere a colori
Vivere a colori è il quinto album in studio della cantante italiana Alessandra Amoroso, pubblicato il 15 gennaio 2016 dalla Sony Music.
L'album è stato accolto positivamente dalla critica musicale, che ne ha apprezzato il cambio musicale e di temi affrontati nei brani. Commercialmente ha esordito alla prima posizione della Classifica FIMI Album, rendendo la cantante la prima in assoluto nella storia della classifica ad occupare la prima posizione con i suoi primi cinque album.

## Descrizione
Dopo l'album in studio in lingua spagnola del 2015, Alessandra Amoroso, indirizzato ai mercati discografici di Spagna e America Latina, Amoroso ha registrato Vivere a colori. L'album si discosta dalle precedenti produzioni con sonorità dance pop.
L'album è stato prodotto da Andrea Rigonat e Michele Canova e vede quattordici brani composti da diversi autori, quali Elisa (Vivere a colori e Comunque andare, composto in collaborazione con la stessa cantante), Tiziano Ferro e Michael Tenisci (La vita in un anno), Federico Zampaglione (Nel tuo disordine), Federica Camba e Daniele Coro (Stupendo fino a qui, L'unica cosa da fare, Appartenente, Non sarà mai), Andrea Amati e Valerio Carboni (Mi porti via da me), Daniele Magro (cantautore) (Avrò cura di tutto, Fidati ancora di me), Dardust (Sul ciglio senza far rumore e Se il mondo ha il nostro volto, composti con Roberto Casalino e Il mio stato di felicità, composto con Federica Abbate e Cheope).
È il primo album della cantante a essere pubblicato in tre diversi formati: un'edizione CD standard, un'edizione doppio vinile e un'edizione doppio vinile picture disc.

## Promozione
L'album viene anticipato dal singolo Stupendo fino a qui, pubblicato il 13 novembre 2015. In contemporanea, è stato reso disponibile il preordine dell'album attraverso l'iTunes Store, nel quale, prenotandolo, è stato possibile ricevere in anteprima anche i brani La vita in un anno e Il mio stato di felicità. Dodici ore dopo la pubblicazione, tutte e tre le tracce raggiungono la vetta della classifica iTunes, occupando le prime tre posizioni della piattaforma.
Il 14 gennaio l'album viene presentato in anteprima dalla cantante a Milano in Piazza della Lombardia e il 19 gennaio a Lecce, in piazza sant'Oronzo, prima del firmacopie. Entrambi gli spettacoli sono stati caratterizzati dall'utilizzo di bombolette di polvere colorate distribuite ai fan durante l'esibizione del brano Vivere a colori, che creano un'atmosfera colorata e festosa.
Il 26 febbraio 2016 viene pubblicato il secondo singolo dell'album, Comunque andare, certificato triplo disco di platino; il 17 giugno 2016 è stato estratto come terzo singolo l'omonimo Vivere a colori, mentre il 16 settembre 2016 è stato estratto Sul ciglio senza far rumore. Il 17 marzo 2017 la cantante ha pubblicato come quinto singolo Fidati ancora di me.

## Accoglienza
| Recensione       | Giudizio |
| ---------------- | -------- |
| All Music Italia |          |

Alessandro Alicandri di Panorama ha scritto che l'album "crea un ritratto che assomiglia tanto" alla cantante, in cui "c'è tutto il suo passato in chiave meno estrema e un nuovo presente che trasferisce un senso di accattivante energia", con suoni che danno "freschezza e dinamismo".
Cristian Scarpone di All Music Italia ha scritto che Vivere a colori è "la svolta che tanti si aspettavano e che invece sorprende", apprezzando il contributo di Elisa come autrice, che sforna due brani "pop-dance" per "far cantare di gioia Alessandra e far finalmente battere le casse anche nella sua discografia."

## Tracce
1. Stupendo fino a qui – 3:48 (Federica Camba, Daniele Coro; edizioni musicali Universal Music Italia srl/Uno più Uno fa Mille S.r.l.)
2. La vita in un anno – 3:27 (Tiziano Ferro, Michael Tenisci; edizioni musicali Pandar Italia Srl/Il Branco Edizioni Musicali S.r.l.)
3. Avrò cura di tutto – 3:39 (Daniele Magro; edizioni musicali Skyline Music Group S.a.s.)
4. Vivere a colori – 4:19 (Elisa; edizioni musicali Sogno Meccanico S.a.s.)
5. L'unica cosa da fare – 3:50 (Federica Camba, Daniele Coro; edizioni musicali Universal Music Italia srl/Uno più Uno fa Mille S.r.l.)
6. Comunque andare – 3:38 (Elisa, Alessandra Amoroso; edizioni musicali Sogno Meccanico sas)
7. Mi porti via da me – 3:53 (Andrea Amati, Valerio Carboni; edizioni musicali Warner Chappel Music Italiana S.r.l.)
8. Sul ciglio senza far rumore – 3:16 (Roberto Casalino, Dario Faini; edizioni musicali Universal Music Publishing Ricordi/Universal Music Italia S.r.l./MZQ)
9. Appartenente – 3:59 (Federica Camba, Daniele Coro; edizioni musicali Universal Music Italia S.r.l./Uno più Uno fa Mille S.r.l.)
10. Se il mondo ha il nostro volto – 3:37 (Roberto Casalino, Dario Faini; edizioni musicali Universal Music Publishing Ricordi/Universal Music Italia S.r.l./MZQ)
11. Nel tuo disordine – 4:04 (Federico Zampaglione; edizioni musicali Deriva Production S.r.l./Cafè Concerto)
12. Fidati ancora di me – 3:48 (Daniele Magro; edizioni musicali Skyline Music Group S.a.s.)
13. Non sarà mai – 3:18 (Federica Camba, Daniele Coro; edizioni musicali Universal Music Italia S.r.l./Uno più Uno fa Mille S.r.l.)
14. Il mio stato di felicità – 3:10 (Dario Faini, Federica Abbate, Cheope; edizioni musicali Universal Music Italia S.r.l.)

## Formazione
- Alessandra Amoroso – voce
- Andrea Rigonat – chitarra elettrica, chitarra acustica, programmazione
- Tim Pierce – chitarra elettrica, chitarra acustica
- Fabrizio Ferraguzzo – chitarra elettrica, chitarra acustica, lap steel guitar, basso
- Sean Hurley – basso
- Francesco Cainero – basso
- Alex Alessandroni Jr. – pianoforte, tastiera, organo Hammond, Fender Rhodes
- Michele Canova Iorfida – tastiera, sintetizzatore, programmazione
- Riccardo "Deepa" Di Paola – tastiera, sintetizzatore
- Cristiano Norbedo – tastiera, pianoforte, programmazione
- Elisa – programmazione
- Roberto Cardelli – organo Hammond, pianoforte, tastiera
- Victor Indrizzo – batteria
- Andrea Polidori – batteria
- Leonardo Di Angilla – percussioni, programmazione
- Daniele Magro – cori

## Successo commerciale
Vivere a colori ha esordito al primo posto della Classifica FIMI Album, diventando il quarto album consecutivo della Amoroso e la prima artista in assoluto ad avere i suoi primi cinque album che hanno esordito tutti al primo posto della classifica italiana, considerando anche l'EP Stupida. È inoltre diventato l'album femminile più venduto in Italia e il quinto in assoluto nel 2016.

## Classifiche

### Classifiche settimanali
| Classifica (2016) | Posizione massima |
| ----------------- | ----------------- |
| Italia            | 1                 |
| Italia (vinili)   | 3                 |
| Svizzera          | 22                |

### Classifiche di fine anno
| Classifica (2016) | Posizione |
| ----------------- | --------- |
| Italia            | 5         |
| Classifica (2017) | Posizione |
| Italia            | 45        |